# Огилви, Джеймс, 1-й граф Эйрли
Джеймс Огилви, 1-й граф Эйрли (англ. James Ogilvy, 1st Earl of Airlie; ок. 1593—1665) — шотландский дворянин и роялист периода Войн трёх королевств.

## Биография
Родился около 1593 года. Старший сын Джеймса Огилви, 6-го лорда Огилви из Эйрли (? — 1616/1618), и его первой жены, леди Джин Рутвен, дочери Уильяма Рутвена, 1-го графа Гоури. Он стал преемником своего отца в качестве лорда Огилви около 1618 года.
За поддержку Джеймсом Огилви династии Стюарт во время борьбы между двором и шотландскими пресвитерианами Карл I создал его графом Эйрли патентом, датированным в Йорке 2 апреля 1639 года. Во время Епископских войн он сильно пострадал, его поместья были опустошены, а дома сравняли с землей. Он отправился ко двору в апреле 1640 года, чтобы избежать заключения договора, но, вернувшись в Шотландию, присутствовал на заключительном парламенте 1643 года. В следующем году он и его три сына присоединились к Джеймсу Грэму, 1-му маркизу Монтрозу. Его поместья они были конфискованы парламентом 11 февраля 1645 года, освобождены от помилования по Вестминстерскому договору и отлучены от церкви Шотландии 27 июля 1647 года.
Джеймс Огилви получил 23 июля 1646 года заверение и прощение от генерал-майора Джона Миддлтона, который был уполномочен таким образом усмирить Северную Шотландию. Затем парламент был вынужден, неохотно, отменить его конфискацию 17 марта 1647 года. Он больше не принимал участия в государственных делах и умер в 1665 году.

## Семья
Около 1614 года Джеймс Огилви женился на леди Изабель Гамильтон (18 февраля 1595 — после 1665), второй дочери Томаса Гамильтона, 1-го графа Хаддингтона, и Маргарет Бортвик. У супругов было три сына и две дочери:
- Джеймс Огилви, 2-й граф Эйрли (ок. 1615—1703), старший сын и преемник отца.
- Сэр Томас Огилви (23 августа 1616 — 2 февраля 1645)
- Сэр Дэвид Огилви
- Леди Изабель Огилви (5 апреля 1618—1654), умерла незумежней
- Леди Элизабет Огилви, жена с 1642 года сэра Джона Карнеги из Балнамуна[1].